# Malaltia periodontal
La malaltia periodontal (MP) és un procés infecciós bucal de tipus bacterià que en casos greus pot acabar amb la pèrdua de les dents. Diverses espècies d'arqueus metanogènics també participen en l'origen i progressió de la MP.
El periodonci -allò que envolta la dent- compren entre altres parts a la geniva i és una zona molt procliu a patir diverses afeccions. Els bacils anaeròbics Gram-negatius Porphyromonas gingivalis i Tannerella forsythia són els principals microorganismes implicats en l'etiologia de la MP. Aquestes espècies acostumen a aïllar-se juntes en els cultius microbiològics, fet altament indicatiu d'una relació cooperativa entre les dues per tal de formar biofilms. Treponema denticola és una espiroqueta helicoide oral considerada el patogen més important en la periodontitis. La infecció combinada del periodonci per aquests tres bacteris es correlaciona clarament amb una major greugesa de la MP. Filifactor alocis és un bacil firmicut anaeròbic obligat Gram-positiu i no formador d'espores que habita predominantment en el solc gingival, difícil d'identificar amb mètodes convencionals i que es considera un patogen emergent de particular importància en el desenvolupament de MPs refractàries i/o recidivants.
La malaltia periodontal és crònica i comença quan la placa bacteriana inflama la geniva. Augmenta de forma molt significativa les possibilitats de sofrir un càncer oral. Pot originar o afavorir el desenvolupament d'afeccions sistèmiques, entre elles l'arterioesclerosi, l'artritis reumatoide i l'endocarditis infecciosa. Rarament, la MP és la causa primària d'embòlies pulmonars sèptiques. Es considera un factor de risc relacionat amb l'aparició de diverses complicacions gestacionals, com ara preeclàmpsia, retard del desenvolupament fetal, part preterme i/o naixement de nens de baix pes. Els anticonceptius orals poden tenir a llarg termini un impacte negatiu en l'estat periodontal de les dones que els utilitzen.
Pel que fa a la MP i la síndrome metabòlica, sembla existir una relació d'influència mútua entre les dues patologies. És a dir, un estat d'inflamació crònica pot predisposar el desenvolupament de certs elements de la síndrome en individus amb MP i viceversa.
El deteriorament de la resposta immunitària, innata i adaptativa, propi de la vellesa augmenta la prevalença i la gravetat de la MP en les persones grans. En general, totes les immunodeficiències -primàries o secundàries- faciliten molt el desenvolupament d'infeccions bacterianes i/o víriques en el periodonci i els teixits adjacents.
El consum habitual de tabac i l'ús regular de cigarrets electrònics són hàbits que empitjoren i acceleren el curs de la MP. Mastegar fulles de bètel, amb tabac afegit o sense, i de cat té també efectes negatius sobre la salut orodental. El crac altera el normal funcionament del sistema immunitari, disminueix la producció de saliva i promou o accentua el desenvolupament de la MP en els addictes a la droga. En les dones, els canvis hormonals tendeixen a agreujar la MP durant l'embaràs, fet que s'associa amb un increment del risc de sofrir diversos trastorns de la gestació.
Determinats polimorfismes genètics originen diferències fenotípiques en la resposta immunitària que poden induir una anòmala predisposició individual a la MP, aguditzar el seu progrés o alterar l'eficàcia del tractament.
Entre les malalties minoritàries amb manifestacions periodontals d'importància es poden destacar la neutropènia congènita greu, la neutropènia cíclica, la síndrome de Chédiak-Higashi, l'anèmia de Fanconi, l'hemoglobinúria paroxística nocturna, el lupus eritematós sistèmic, la malaltia de Gaucher o la síndrome de Kostmann. La periodontitis associada a la deficiència d'adhesió leucocitària s'ha atribuït históricament a la manca d'activitat dels neutròfils davant la infecció periodontal. Tanmateix, aquesta forma de MP ha demostrat no respondre als antibiòtics i/o l'eliminació mecànica del biofilm bacterià dental i avui dia es creu que la seva causa fonamental és la sobreproducció desordenada de les citocines IL-23 i IL-17, les quals tenen efectes proinflamatoris i pro-osteoclastogènics.
La fibromatosi gingival hereditària és una malaltia congènita rara, que pot ser tant de tipus autosòmic dominant com recessiu i que afecta a 1/175.000 persones. Clínicament, es caracteritza per un creixement -simètric o asimètric- desmesurat i de consistència ferma de les genives, sense canvis de coloració d'aquestes o hemorràgies acompanyants significatives. Encara que el creixement gingival no lesiona directament l'os alveolar, amb el temps la intumescència tissular que provoca es causa de importants acumulacions de la placa bacteriana, les quals indueixen l'aparició de gingivitis, periodontitis, resorció òssia i halitosi. Aquest trastorn pot presentar-se de forma aïllada (no sindròmica, causada per mutacions en el gen SOS1) o formar part d'una síndrome genètica, per exemple la de Zimmermann-Laband o la de Murray-Puretic-Drescher.
La infecció pel VIH pot afectar de forma molt negativa la salut periodontal. Les principals lesions periodontals associades a aquesta infecció són:
- Formes inusuals de gingivitis (eritema gingival lineal, per exemple).[38]
- Gingivitis/periodontitis necrosant aguda.
- Periodontitis crònica amb deteriorament ràpid i de vegades irreversible del periodonci.[39]

La cavitat oral dels pacients amb MPs es considera un potencial reservori del bacteri Helicobacter pylori.

## Història
Segons estudis paleopatològics, a la península Ibèrica s'han trobat restes d'homínids del Plistocè Inferior (~1.200.000 anys BP) amb signes suggestius de MP. La malaltia periodontal fou considerada una condició inflamatòria pels xinesos i els egipcis fa més de 4.000 anys. Al primer llibre conegut de medicina xinesa, Nei Ching, atribuït a Huang Di (~2700–2600 aC) és recullen ja diverses formes de MP. Hipòcrates la va descriure com 'genives sagnants o podrides' i també escrigué sobre els factors etiològics i la patogènesi de diverses formes de la malaltia. L'any 1563, Bartolomeo Eustachi (1514–1574) completà el tractat Libellus de Dentibus, dedicat exclusivament a la dentadura humana. En aquest libre, Eustachi donà a conèixer les seves observacions sobre el lligament periodontal, la dentadura temporal i la permanent. El metge francès Pierre Fauchard (1678–1761) va ser el primer en plantejar meticulosament l'etiologia i els procediments per tractar la MP a la seva obra Le Chirurgien dentiste (1728). En ella, detallà diversos mètodes terapèutics i de prevenció de la periodontitis, com ara l'eliminació de la placa dental calcificada o l'ús de raspallets de les dents i dentifricis.
El 1922 es publicà als EUA el tractat A textbook of clinical periodontia, segons molts autors el primer manual modern especialitzat i de caràcter normatiu sobre les MPs i el seu tractament.
Al llarg dels anys, la classificació de les malalties periodontals ha estat modificada diverses vegades.

## Tipus de malalties periodontals
El sistema classificatori vigent de les MPs és el consensuat per l'Acadèmia Americana de Periodòncia i la Federació Europea de Periodòncia al 2017 World Workshop on the Classification of Periodontal and Peri-implant Diseases and Conditions, publicat l'any 2018. En ell, per primera vegada la periimplantitis es considerada una MP amb entitat pròpia.
Grosso modo, es poden destacar tres tipus de MP:
- Gingivitis és la forma lleu d'aquesta malaltia, les genives sagnen fàcilment però no produeix gairebé dolor. Quan s'inicia una gingivitis infecciosa tenen lloc canvis molt específics en la microbiota i el metatranscriptoma de la boca.[49] Afecta fins al 75% dels joves entre 20 i 25 anys però és encara reversible amb tractament mèdic i higiene dental acurada. La millor prevenció de la periodontitis és el maneig correcte de la gingivitis des del seu inici.[50] Una variant més seriosa que es desenvolupa a partir d'una gingivitis crònica i afecta predominantment a individus immunodeprimits és la gingivitis ulcerosa necrotitzant.[51] L'etiopatogènesi de les gingivitis és molt diversa.[52] La nicotina i el fum del tabac alteren la composició de la microbiota subgingival, facilitant la formació de biopel·lícules patogèniques.[53] La gingivitis descamativa acostuma a ser un signe clínic de certes dermatitis o malalties mucocutànies.[54] Les condicions associades amb major freqüència a la gingivitis descamativa crònica són el pemfigoid de la membrana mucosa[55] i el liquen pla oral.[56] Cal esmentar, entre les gingivitis no relacionades amb la placa dental[57] i avui dia inusuals, la gingivitis escorbútica.[58] Rares vegades, en individus alcohòlics, senils o mentalment discapacitats amb una mala higiene bucal i problemes de maloclusió, es produeix una miasi gingival que afavoreix l'aparició d'úlceres necròtiques a la zona.[59]
- Periodontitis o piorrea és una gingivitis avançada. Amb el pas del temps la placa bacteriana s'estén i creix per sota de la línia de la geniva, les toxines produeixen inflamació i irritació i els teixits i l'os que suporten la dent acaben essent destruïts. L'activació de determinats subtipus de cèl·lules B i T davant els canvis inflamatoris en les genives és un factor crucial que determina la progressió o no d'una gingivitis crònica estabilitzada a una periodontitis destructiva.[60] Les genives separades de les dents formen bosses (espais entre la dent i la geniva) que s'infecten i poden portar finalment a la pèrdua de l'os i la posterior pèrdua de la peça dental.[61] La periodontitis és una de les causes de pneumònia per aspiració[62] i, en casos crònics greus, d'osteomielitis mandibular.[63] La piorrea requereix un tractament professional continuat, que pot aturar la pèrdua de l'os que subjecta les dents i, en alguns casos, arribar a regenerar-ne la part danyada.[64] Sovint, cal emprar una combinació de diversos procediments terapèutics.[65] A banda del tractament actiu, és important realitzar una posterior teràpia de manteniment periodontal adequada per minimitzar la possibilitat d'una recidiva de la malaltia o d'aparició de noves bosses purulentes.[66] Quan la infecció afecta l'arrel de la dent es produeix una periodontitis apical, la qual té tendència a necrosar la polpa dentària i a formar abscessos periapicals crònics que poden arribar a crear una fístula intra o extraoral.[67] La periodontitis agressiva és un tipus de periodontitis poc freqüent, greu i de progressió ràpida, que es veu sobretot en persones joves[68] durant la pubertat o poc després d'ella. La ràtio d'aparició dona/home és 3:1, aproximadament. Es creu que el seu origen és una invasió de la cavitat oral per bacteris específics que desencadena una reacció inflamatòria en l'hoste, la qual comporta una pèrdua massiva de l'os alveolar difícil de tractar.[69] Aggregatibacter actinomycetemcomitans (un coccobacil Gram-negatiu de la família Pasteurellaceae), sol (i particularment la seva soca JP2) o acompanyat de P. gingivalis, sembla un dels principals microorganismes responsables de la periodontitis juvenil a alguns països.[70] Alguns especialistes opinen que els herpesvirus podrien estar implicats en la seva patogènesi,[71] juntament amb factors predisponents de tipus familiar.[72] Ha estat descrita com un component característic de la síndrome de Papillon-Lefèvre[73] i s'associa a la deficiència de plasminogen.[74] En nens que pateixen aquesta inusual deficiència pot provocar l'anomenada 'periodontitis llenyosa'.[75]
- Periimplantitis és una situació patològica associada a la placa bacteriana produïda en els teixits que envolten els implants dentals, caracteritzada per la inflamació de la mucosa periimplantària (mucositis) i la subsegüent pèrdua progressiva de l'os de suport.[76] A Espanya la prevalença d'aquesta afecció és alta, sent molt diversos els factors causals.[77] Entre els més habituals cal esmentar la persistència de residus de cement o de restes de sutura quirúrgica i/o certes alteracions en la superfície de l'implant que acceleren la formació de placa.[78] La microbiota involucrada en un important nombre de periimplantitis mostra un perfil analític MALDI-TOF MS singular, de vegades relacionable amb la composició del material implantat.[79]